# ズジスワフ・ヤシンスキ

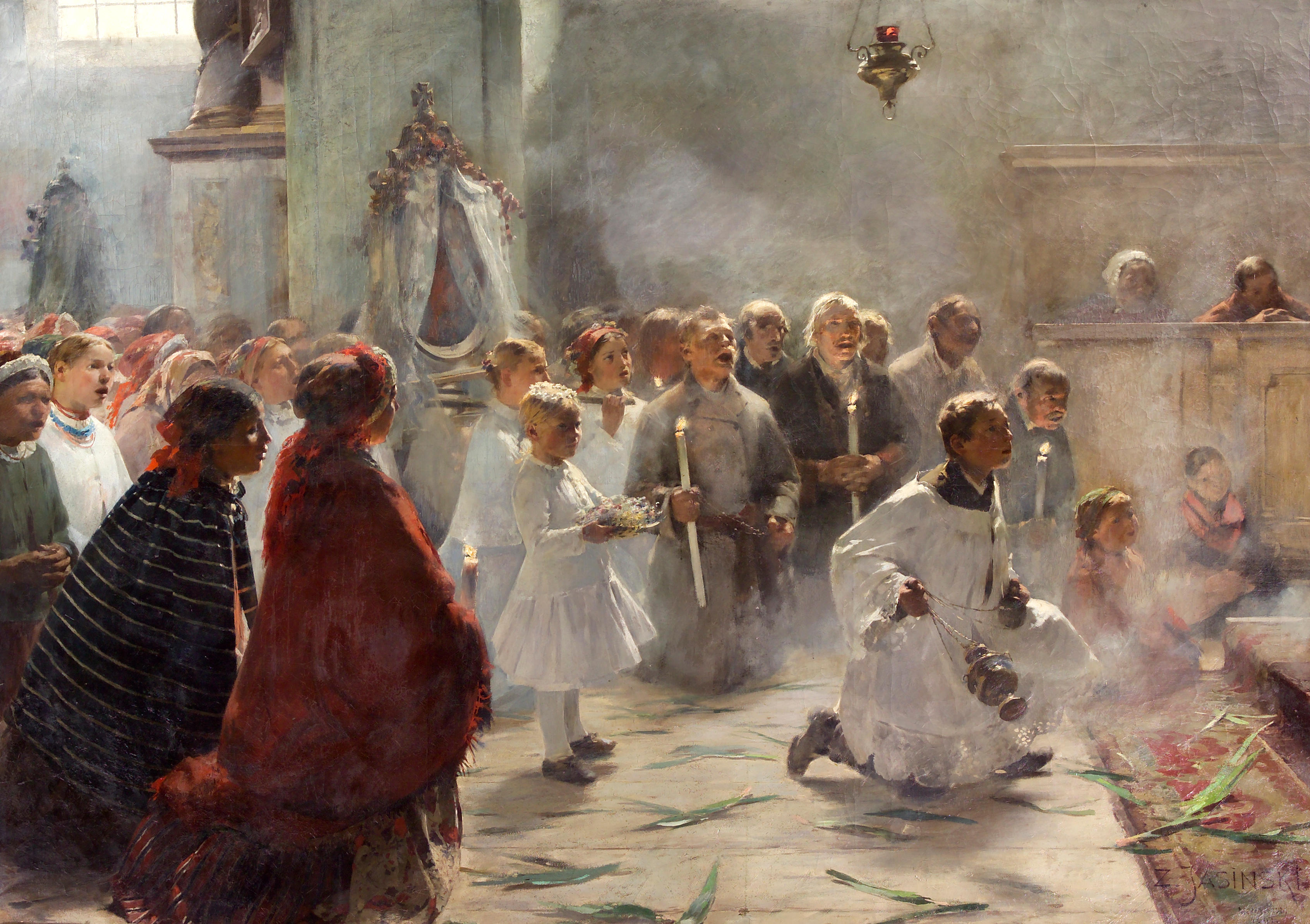
“Niedziela Palmowa” ニェジェラ・パルモファ (聖枝祭) 1891年、キャンバスに油彩、

ズジスワフ・ピョートル・ヤシンスキ (Zdzisław Piotr Jasiński, 1863年1月18日 – 1932年11月18日) は、ポーランドの画家、素描家、水彩画家。画業の初期はアカデミック美術を志向していたが、のちに印象派的作風で知られるようになった。

## 生涯
ヤシンスキの父は装飾業の運営をしており、画家組合長であった。一番下の弟ユゼフ (Józef, 1876年 – 1954年) は彫刻家、もう一人の弟スタニスワフ (Stanisław, 1939年死去) は画家および装飾作家であった。
ヤシンスキはヴォイチェフ・ゲルソンの元、ワルシャワ素描学校 (現ワルシャワ美術アカデミー ) にて美術の勉強を開始した。卒業後にクラクフへと居を移し、クラクフ美術学校でレオポルド・ロフラー、フロリアン・ツィンクに師事した。その後、芸術奨励会 の後援を得てミュンヘン美術院  へ進学。オットー・ザイツ (Otto Seitz)、アレクサンダー・フォン・ヴァーグナー (Alexander von Wagner) らの学徒となった。

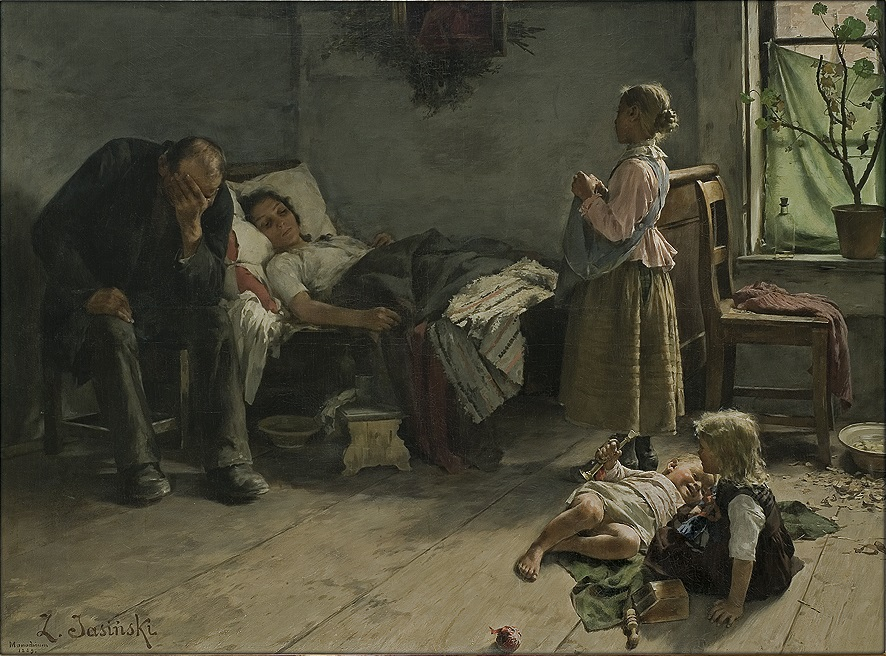
“Chora Matka” ホラ・マトカ (The Sick Mother, 病床の母)

1891年、ヤシンスキはベルリンの展覧会において、出品作 “Chora Matka” ホラ・マトカ (英: The Sick Mother, 病床の母) をもって金賞を受賞。2年後にはシカゴ万国博覧会においても受賞した。
1893年にワルシャワに戻り、その後同市に定住した。1896年から1897年の間には、ロシアのサンクトペテルブルクおよびモスクワの壁画作品を手掛けている。また、ポーランドのヴウォツワヴェクの大聖堂 (ヴウォツワヴェク聖マリア昇天大聖堂バシリカ ) 、そしてカリシュにある大学の壁画を制作した。1897年、彼はしばらくローマへ滞在し、天井画を描いた。それから4年後の1901年、ワルシャワ国立フィルハーモニー管弦楽団コンサートホールの天井に “Smutek, Muzyka ludowa, Wesołość” スムテク、ムズィカ・ルドヴァ、ヴェソウォシュチ (悲哀、民族音楽、幸福) の場面を描いたが、後の1939年のドイツ連邦軍の爆撃により失われた。
1904年の一時期、ヤシンスキはプシュウェンク近郊に住んでいた。1910年にワルシャワに戻り、フスプルナ通り63bにタウンハウスを建てた。その後間もなく、ワルシャワ聖バルバラ教会  近隣の福音記者ヨハネのフレスコ画を描いたが、第2次世界大戦時に破壊されてしまった。
1921年、彼は現代美術の抽象的な動向に逆らおうとする芸術家集団 “Pro Arte” プロ・アルテ の創立メンバーの一人となった。
代表作

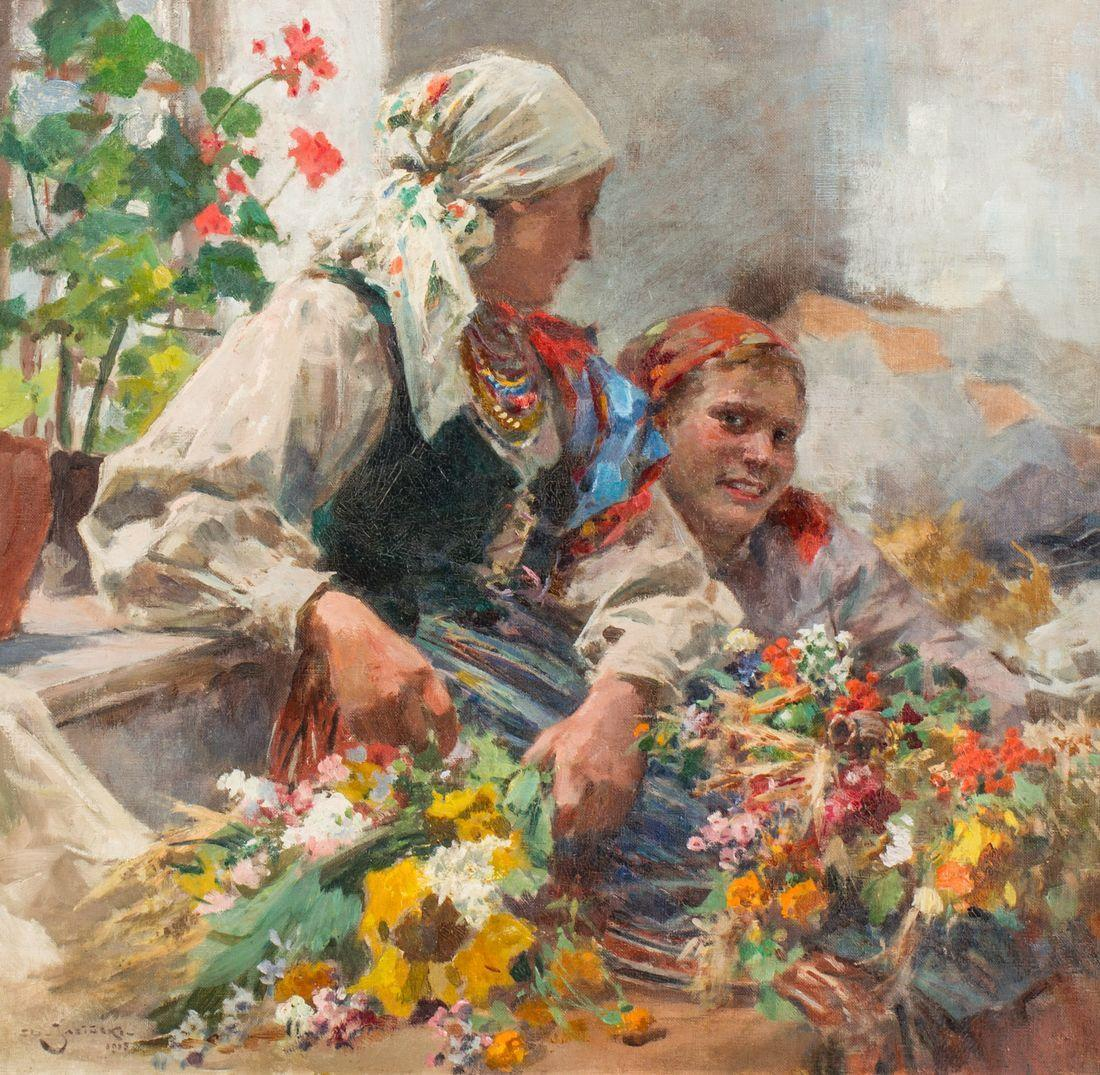
“Dwie Kwiaciarki” ドゥヴィ・クヴャチャルキ (二人の花売り) キャンバスに油彩、1925年
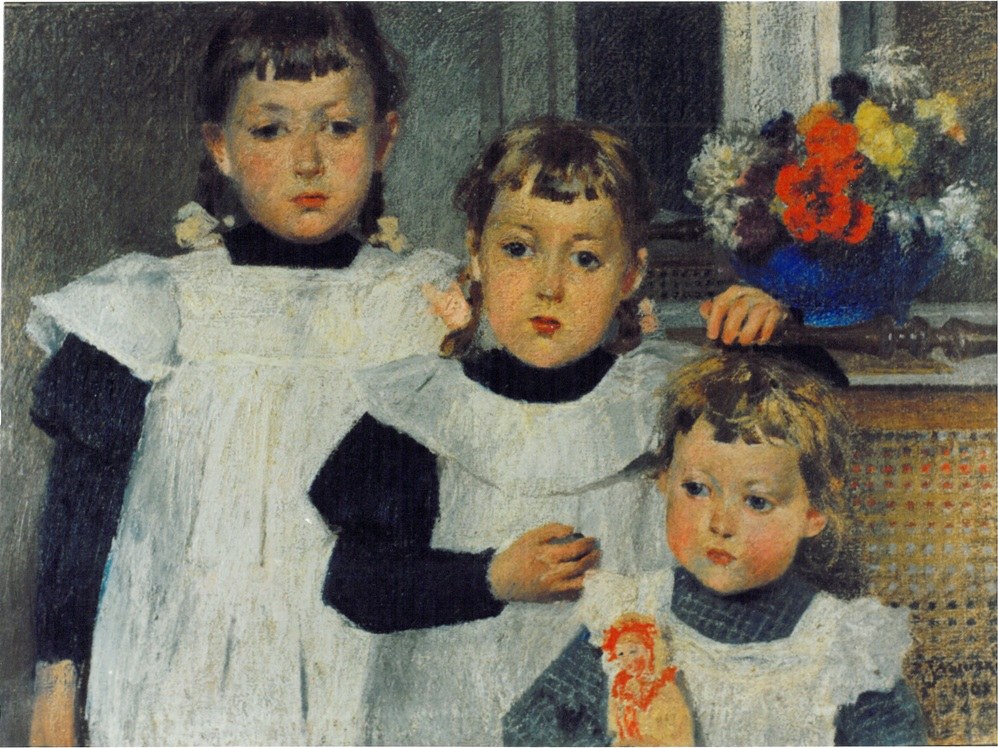
“Portret Dzieci” ポルトレット・ジエチ (子供の肖像) 1908年
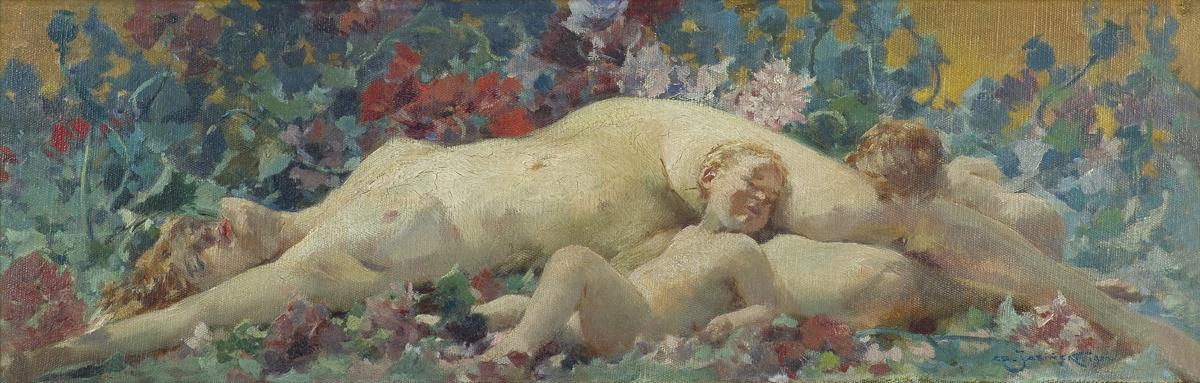
“Śpiąca Wenus” シュピォンツァ・ヴェヌス (眠る金星) キャンバスに油彩、 1920年
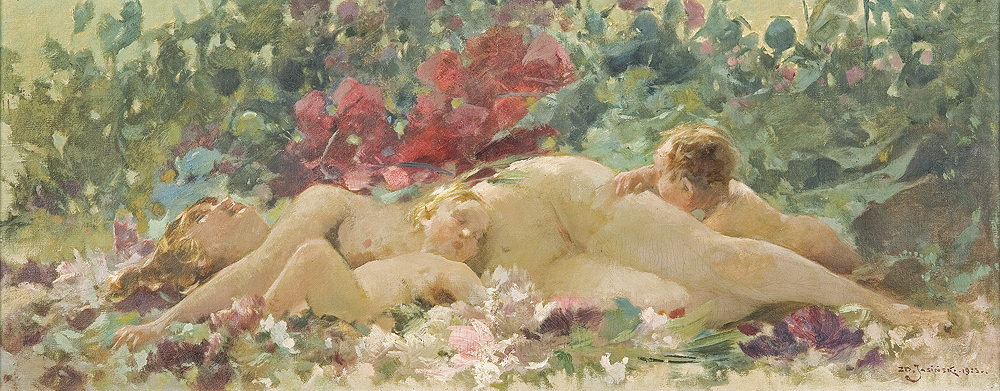
“Śpiąca Wenus” シュピォンツァ・ヴェヌス (眠る金星) キャンバスに油彩、 1923年
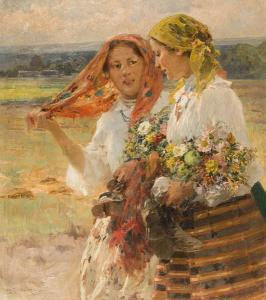
“W Święto Matki Boskiej Zielnej” フ・シュヴィェント・マトキ・ボスキェイ・ジェウネイ (聖母マリアの被昇天祭) 1926年
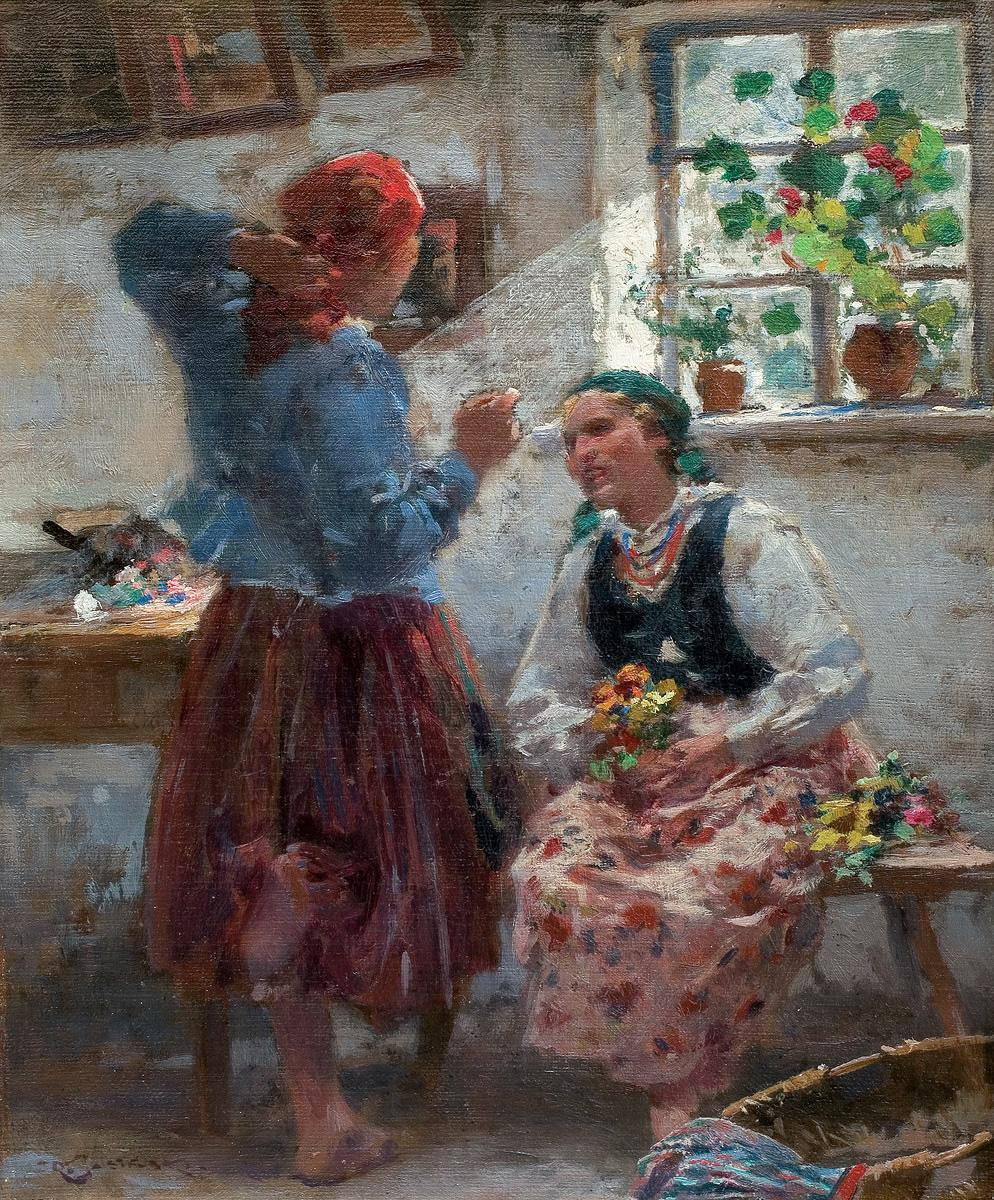
“Promień Słońca (Swaty Wiejskie)” プロミェニ・スウォンツァ (スヴァティ・ヴィエイスキェ) (陽光 (媒酌人) ) キャンバスに油彩
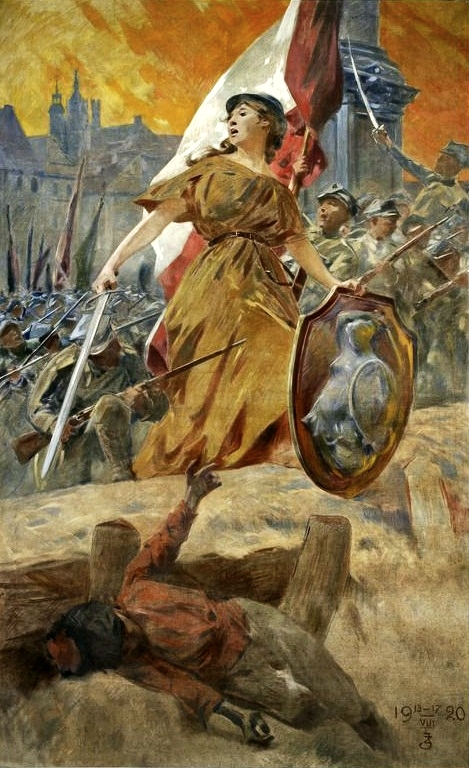
“Alegoria zwycięstwa w 1920 roku, Warszawo naprzód” アレゴリア・ズヴツェンストヴァ・フ・ティションツ・ジェヴィエンツェト・ドゥヴァジシチャ・ロク、ヴァルシャヴォ・ナプショト (1920年の勝利、ワルシャワの進軍) キャンバスに油彩